# Speocera bosmansi
Speocera bosmansi es una especie de arañas araneomorfas de la familia Ochyroceratidae.

## Distribución geográfica
Es endémica del norte de Célebes (Indonesia).